# Berea (Ohio)
Berea is een plaats (city) in de Amerikaanse staat Ohio, en valt bestuurlijk gezien onder Cuyahoga County.

## Demografie
Bij de volkstelling in 2000 werd het aantal inwoners vastgesteld op 18.970.
In 2006 is het aantal inwoners door het United States Census Bureau geschat op 18.139, een daling van 831 (-4,4%).

## Geografie
Volgens het United States Census Bureau beslaat de plaats een oppervlakte van
14,4 km², waarvan 14,1 km² land en 0,3 km² water. Berea ligt op ongeveer 262 m boven zeeniveau.

## Plaatsen in de nabije omgeving
De onderstaande figuur toont nabijgelegen plaatsen in een straal van 8 km rond Berea.